# Carex nodiflora
Carex nodiflora är en halvgräsart som beskrevs av Johann Otto Boeckeler. Carex nodiflora ingår i släktet starrar, och familjen halvgräs.
Artens utbredningsområde är Filippinerna. Inga underarter finns listade i Catalogue of Life.